# Gediminas Navaitis
Gediminas Navaitis (ur. 19 października 1948 w Wilnie) – litewski psycholog, nauczyciel akademicki i polityk, od 2008 do 2012 poseł na Sejm Republiki Litewskiej.

## Życiorys
Urodził się w rodzinie represjonowanej w okresie stalinizmu. Po ukończeniu szkoły średniej im. Antanasa Vienuolisa w Wilnie podjął naukę na wydziale psychologii Wileńskiego Uniwersytetu Państwowego. Od 1975 zatrudniony jako młodszy pracownik naukowy w instytucie filozofii, socjologii i prawa Akademii Nauk Litewskiej SRR. W drugiej połowie lat 70. rozpoczął aspiranturę na leningradzkim uniwersytecie, w 1979 uzyskał stopień doktora nauk społecznych w zakresie psychologii. W 1979 podjął praktykę w zawodzie psychologa, a w 1989 rozpoczął pracę w poradni Santuoka.
W latach 1979–1998 pracował w instytucie badań naukowych nad pedagogiką. W 1998 został zatrudniony jako docent na Uniwersytecie im. Michała Römera. Członek zarządu litewskiego towarzystwa psychoterapii oraz przewodniczący litewskiego stowarzyszenia psychoterapii grupowej. Autor publikacji naukowych w języku litewskim i w innych językach, a także licznych artykułów popularnonaukowych z dziedziny psychologii.
Zasiadał we władzach Ruchu Liberalnego Republiki Litewskiej, z ramienia którego został w październiku 2008 wybrany do Sejmu. Został wykluczony z frakcji tej partii w 2012. Związał się następnie ze Związkiem Litewskich Narodowców, z ramienia tego ugrupowania bez powodzenia ubiegał się o poselską reelekcję. Później podjął współpracę ze Związkiem Ojczyzny.

## Życie prywatne
Jego żona Julita została wykładowczynią na Wileńskim Uniwersytecie Pedagogicznym. Mają trójkę dzieci (Aistė, Tadasa i Auksė).